# 普济-梅桑日
普济-梅桑日（法語：Pouzy-Mésangy，法語發音：[puzi mezɑ̃ʒi]）是法国阿列省的一个市镇，位于该省北部，属于穆兰区。该市镇于1826年由原市镇普济（Pouzy）和梅桑日（Mésangy）合并而成。

## 地理
普济-梅桑日（46°42'31"N, 3°0'15"E）面积35.04 平方千米，位于法国奥弗涅-罗讷-阿尔卑斯大区阿列省，该省份为法国中部省份，北起涅夫勒省、西北接谢尔省，西南至克勒兹省，南至多姆山省，东南临卢瓦尔省，东临索恩-卢瓦尔省。
与普济-梅桑日接壤的市镇（或旧市镇、城区）包括：库勒夫尔、弗朗谢斯、利穆瓦斯、吕尔西莱维、讷尔、圣普莱西尔、勒沃德尔。
普济-梅桑日的时区为UTC+01:00、UTC+02:00（夏令时）。

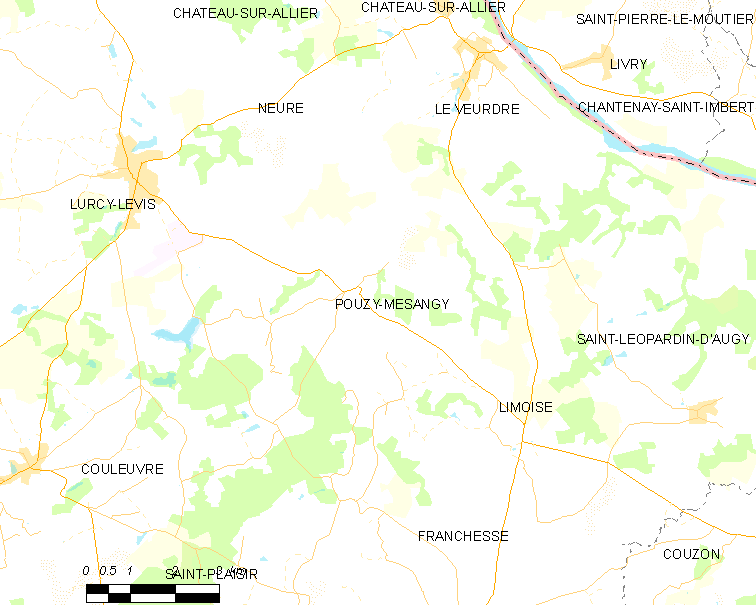
普济-梅桑日的OSM定位图

## 行政
普济-梅桑日的邮政编码为03320，INSEE市镇编码为03210。

## 政治
普济-梅桑日所属的省级选区为波旁拉尔尚博县。

## 人口

1962-2008年间普济-梅桑日人口变化图示

普济-梅桑日于2022年1月1日时的人口数量为383人。